# Loki Patera

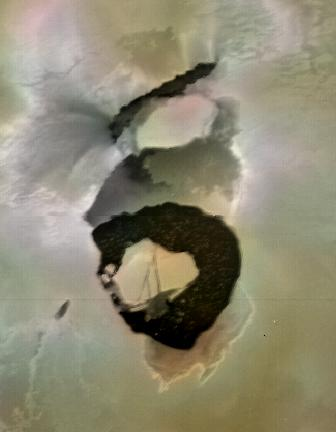
Detailní pohled na Loki Patera na povrchu měsíce

Loki Patera je největší sopečná deprese na povrchu Jupiterova měsíce Io. V průměru má 202 kilometrů. Obsahuje aktivní lávové jezero, občas překrývané kůrou. Úroveň aktivity je podobná aktivitě ve středooceánském hřbetu na Zemi. Teplotní měření tepelného vyzařování v oblasti získané sondou Voyager 1 byla v souladu s očekávaným výskytem síry ve vulkanické oblasti. 
Lávová jezera na povrchu Io jako Loki Patera jsou deprese částečně naplněné žhavou lávou překryté tenkou vrstvou ztuhlé kůry. Tato jezera jsou přímo napojena na magmatické rezervoáry magmatu pod povrchem. Pozorování tepelného vyzařování z několika lávových jezer odhalila zářící roztavené horniny podél okraje Loki Patera, způsobené rozbíjením krusty jezer podél okraje oblasti. Ztuhlá láva je hustší než dosud roztavené magma, v průběhu času tedy může dojít k tomu, že se ztuhlá láva boří, což vede ke zvýšenému tepelnému toku na sopku. V místech jako je Loki Patera k tomuto jevu může docházet epizodicky. Pokud k tomu dojde, oblast emituje až desetkrát více tepla než v období stabilní kůry. Během erupce dojde k popraskání kůry asi v okruhu jednoho kilometru za den, dokud se znovu neobjeví krusta jezera. Další erupce začne, když se nová kůra ochladí a zahustí natolik, že nebude schopna propuštět stoupající lávu. 
Loki Patera leží na souřadnicích 13 stupňů severní šířky a 309 stupňů západní délky. Oblast je pojmenovaná podle severského boha Lokiho. Na sever od oblasti se nachází Amaterasu Patera, na severozápad potom Manua Patera. 